# Ne nourrissez pas les trolls

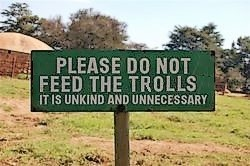
Panneau au Troll-Park près de Pretoria : Merci de ne pas nourrir les trolls, c'est méchant et inutile.

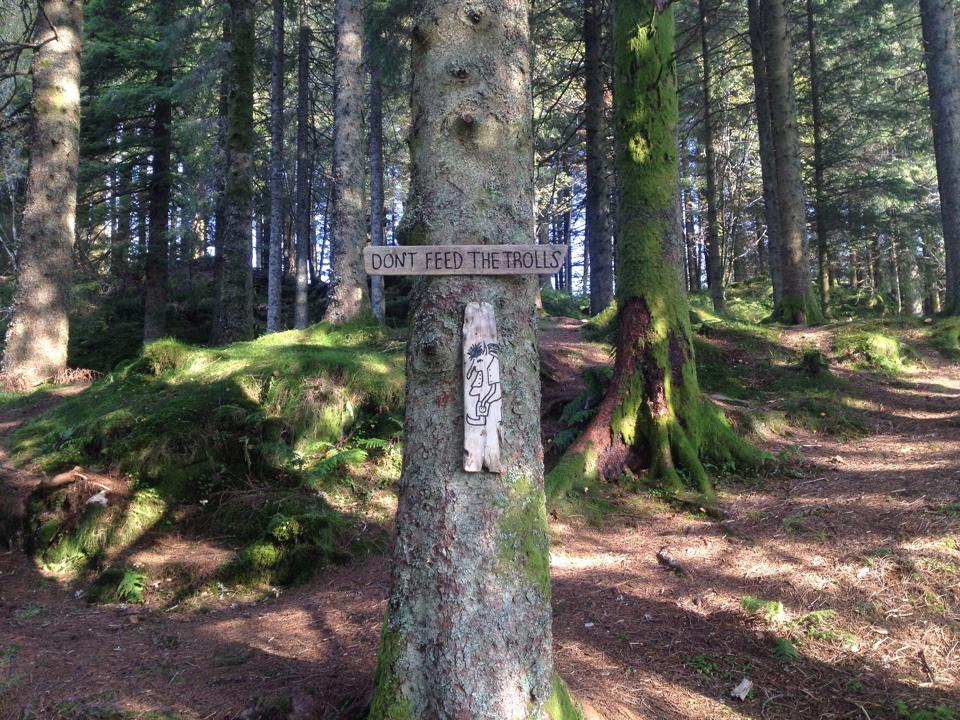
Panneau Ne nourrissez pas les trolls sur le mont Fløyen à Bergen (Norvège).

Ne nourrissez pas les trolls (en anglais : Don't feed the trolls) est une recommandation courante et contestée selon laquelle il faudrait s'abstenir de répondre aux trolls, auteurs de commentaires agressifs, outranciers, prétendument humoristiques, publiés en ligne, pour éviter de donner une plus grande résonance au discours haineux.
Les spécialistes qui préconisent au contraire de réagir aux messages trollesques soulignent le fait que les agressions ne prennent pas fin nécessairement parce qu'on les a ignorées. Ils considèrent qu'il ne peut y avoir une seule bonne manière de neutraliser les trolls, dont les motivations et les profils sont variés ; ainsi, la lutte contre le trollage devrait prendre en compte la diversité des situations dans lesquelles des trolls sont impliqués.
La question de la liberté d'expression revient souvent dans le débat sur le traitement à réserver aux trolls. Selon les uns, il faut laisser dire les trolls, au nom de la liberté d'expression, et leur opposer un mur d'indifférence. Pour les autres au contraire, les trolls instaurent un climat d'insécurité qui menace, de fait, la liberté d'expression, et il n'y a pas d'autre solution que de les bannir.

## Agressions trollesques
Les espaces où les trolls commettent leurs méfaits sont les forums de discussion, les réseaux sociaux en ligne, les sites wiki, les communautés de jeux en ligne,.
Les agressions prennent la forme de critiques mordantes, de propos outranciers, souvent hors sujet, d'incivilités verbales, de prétendues blagues décalées, et parfois d'insultes ou d'attaques personnelles. Le but des trolls est de nuire. Quoique le terme «trollage» soit réservé à l'univers en ligne, on trouve des pratiques semblables dans la «vraie vie», où elles seraient plutôt assimilées à un comportement toxique.
La manifestation décomplexée de la méchanceté serait liée à une montée du populisme qui s'accompagne de la valorisation d'un « parler vrai » qui se veut horripilant, à rebours de la parole des élites, mesurée, mais jugée mensongère,. Les trolls se targuent d'être capables de trouver la faille dans les raisonnements politiquement corrects. Sous couvert d'humour, les propos trollesques sont fréquemment racistes, sexistes ou homophobes,. Ils trahissent une attirance pour les valeurs d'extrême droite,.
Les victimes des trolls sont souvent des femmes (même s'il y a des femmes parmi les trolls), des personnes racisées et LGBT.

## «Ne rien faire et laisser dire»
Plusieurs arguments sont invoqués pour justifier l'adage répandu sur internet selon lequel il est préférable de ne pas répondre aux trolls, ou selon la formule d'Alphonse Allais, de « ne rien faire, et laisser dire ».

### Les trolls veulent accaparer l'attention
Les trolls auraient un « besoin maladif » de provoquer le scandale, l'indignation, pour être au centre de l'attention générale  Il faut donc les frustrer de la réponse qu'ils espèrent. Alimenter le fil de la discussion, c'est prendre le risque que la polémique enfle davantage, et leur offrir la minute de célébrité dont ils rêvent. Selon Hubert Guillaud, journaliste spécialisé dans les nouvelles technologies, « les trolls gagnent quand ils focalisent la discussion, quand on ne trouve plus de base commune au discours, quand la communauté se fissure, quand l’agressivité devient le registre des échanges ».

### Les trolls refusent toute réelle discussion
Une autre raison invoquée en faveur de l'abstention est qu'il est inutile de discuter avec un troll, dont le seul but est de se moquer de ses interlocuteurs,. De plus, le troll est capable d'engager une guerre d'usure au cours de laquelle chaque argument qu'on lui oppose est déformé, détourné de son sens initial pour justifier des propos diamétralement contraires,.

### La liberté d'expression implique de tolérer le trollage
L'adage «Ne nourrissez pas le troll» suppose que les trolls sont un mal inévitable et qu'il faudrait seulement trouver le moyen de limiter les dégâts qu'ils occasionnent, en évitant de les faire "grossir. Cette extrême tolérance à l'égard de tous les discours, même haineux, proviendrait des États-Unis.
La recommandation « Ne nourrissez pas le troll » paraît inconcevable dans certaines régions, où la première réaction serait, plutôt, de les faire taire, et où la passivité à leur égard donne lieu à des malentendus. Il en irait ainsi par exemple de la Libye, où une vidéo américaine trollesque sur youtube intitulée L'Innocence des musulmans (Innocence of Muslims) a provoqué en 2012 des manifestations et un attentat qui a fait quatre morts contre un consulat américain.  Dans de nombreux pays, hors États-Unis, les discours d'incitation à la haine sont réprimés par la loi ; aussi, la circulation libre de tels discours est interprétée (par exemple dans le monde arabe, ou en Europe) comme la conséquence d'une solidarité des États-Unis avec ces messages haineux, voire d'un soutien étatique à de tels messages, alors qu'elle résulte seulement d'un respect intégral de la liberté d'expression.

## Critique de l'inaction
Le conseil selon lequel il ne faudrait pas nourrir les trolls fait l'objet de contestations de la part de nombreux spécialistes.

### L'inaction favorise le trollage
Un tel conseil repose sur des postulats discutables, notamment sur l'idée que la non-réponse favorisera un tarissement des paroles agressives, ce qui ne se vérifie pas toujours. De plus, les auteurs de messages haineux ne sont pas tous des trolls, et il peut être utile de raisonner ces personnes qui se sont laissées aller une fois à une agression.
Le principal problème posé par le conseil de s'abstenir plutôt que de dénoncer est que la retenue peut favoriser les attaques du troll, au détriment de la victime, réduite au silence.
Selon Sarah Spain, journaliste de la chaîne sportive ESPN, « assez souvent, le harcèlement ne s’arrête pas mais la cible des trolls devrait simplement les ignorer et accepter ce terrible traitement. Cela n’aide absolument pas quand vous êtes supposée ne rien dire et encaisser. ».

### L'inaction ne désamorce pas l'effet produit sur le public
Une autre critique dirigée contre le conseil d'abstention est qu'il néglige l'impact produit par le propos du troll sur les lecteurs, parfois nombreux. En supposant même que le troll abandonne la partie, son message a peut-être diffusé des thèses irrationnelles ou des affects mauvais. Il faudrait donc répondre avec modération pour éviter que l'agressivité ne contamine le public.
La philosophe Claudia W. Ruitenberg, autrice d'une étude sur le trollage sexiste, pense que les réponses maîtrisées produisent des effets bénéfiques ; « les femmes qui s'opposent publiquement aux expressions misogynes et violentes sur les réseaux sociaux offrent une pédagogie publique féministe », écrit-elle.

## Alternatives à l'inaction
Il n'y aurait pas une seule bonne réponse aux trolls, l'indifférence, parce que les trolls ont des objectifs variés ; par conséquent, les solutions au trollage devraient être variées également, selon Susan Benesch, spécialiste de l’analyse des violences en ligne et fondatrice du «Dangerous Speech Project» pour le World Policy Institute.

### Répondre de manière non trollesque
Toute la difficulté consiste à ne pas rendre la pareille dans sa réponse, c'est-à-dire à ne pas devenir soi-même un troll ou un harceleur en parant aux attaques de ces individus.
Certains spécialistes recommandent de réagir mais froidement, en posant au troll des limites ; dire par exemple : «je crains que cette plateforme ne soit pas le lieu le plus adéquat pour tenir de tels propos» ; «ma mère est hors du champ de la présente conversation».
D'autres préconisent une réponse constructive, un humour sans agressivité, afin de déjouer les manœuvres du troll.

### Engager une discussion
Certains spécialistes pensent qu'il est important d'engager un débat non pas pour raisonner le troll, qui ne modifiera pas sa position, mais pour « apaiser les effets d'un discours de haine sur la conversation dans son ensemble », « réduire un "discours dangereux", susceptible de catalyser la violence ». Il est nécessaire quelquefois de rappeler certaines normes balayées d'un revers de la main par les trolls .

### Aider les victimes
Selon Cyril di Palma, délégué général de l’association Génération numérique, « le rôle des témoins est crucial : un like, un partage du moindre allié va réconforter la victime ». La passivité générale au motif qu'il ne faut pas nourrir le troll peut à l'inverse être dommageable pour la personne ciblée par l'attaque. Une formatrice en milieu scolaire rappelle que sur internet comme dans la vie, être témoin d'une agression sans rien dire, c'est en être complice.

### Modérer les contenus
Certaines plateformes investissent dans la modération des contenus et déplacent ou suppriment des commentaires indésirables, forme d'action que The Verge juge plus efficace dans la lutte contre le trollage que l'indifférence. Selon Amnesty International «40 % des femmes qui utilisent Twitter plus d'une fois par jour sont victimes d'abus» ; l'insuffisance de la modération perpétuerait cet état de fait : «Twitter ne tient pas ses promesses de protéger les femmes et les groupes marginalisés contre les abus en ligne». Journaliste de The Guardian, Arwa Mahdawid attribue à la culture bro, culture sexiste qui a cours dans les milieux de la tech, le très faible investissement des plateformes dans la modération des contenus et la lutte contre le trollage. Selon elle, l'injonction de ne pas nourrir les trolls va dans le sens  d'une «normalisation de la méchanceté». «Les entreprises tech peuvent faire beaucoup plus qu'elles ne font actuellement» pour rendre internet plus sûr.

### Bannir les trolls pour protéger la liberté d'expression
Pour les auteurs du Manuel de survie sur Internet, protéger la liberté d'expression peut nécessiter de supprimer les propos haineux, et de bannir les trolls.
Selon Cherian George, chercheur dans le domaine des Media Studies, « les sociétés ouvertes sont aux prises avec des discours haineux parce que la liberté et l’égalité sont des principes démocratiques importants. Mais si ces discours relèvent de la liberté de parole, ils peuvent avoir tendance à faire disparaître l’égalité de traitement ».
Dans The Verge, site qui traite des médias et de l'actualité technologique, le journaliste William Joel affirme que dire « Ne nourrissez pas les trolls », c'est configurer le jeu pour qu'ils gagnent. On se trompe, selon lui, en se demandant si telle ou telle réponse aux trolls risque de faire dérailler la discussion, car le responsable du déraillement est le seul troll, non la victime qui, de son côté, réagit comme elle peut. « Dès que vous traitez les trolls comme une partie "constante" ou incontournable de votre communauté, écrit William Joel, vous leur avez donné la permission de harceler ». La seule solution est de les expulser de la plateforme.  

Les trolls sont actuellement considérés comme la marche manquante dans l'escalier d'une maison, selon l'analyse de The Verge : un défaut structurel auquel les habitants de la maison sont tellement habitués qu'ils mettent simplement les nouveaux arrivants en garde plutôt que de régler le problème. 

« Mais pour de nombreuses personnes sur Internet, en particulier les femmes, les personnes de couleur et la communauté LGBTQ, il s'agit d'un escalier entièrement cassé, plein de clous, de planches saillantes, obligeant à des sauts impossibles. Nombreux sont ceux qui ne le remarquent pas parce qu'ils peuvent utiliser l'ascenseur ou qu'ils sont déjà au dernier étage. »

Pour certains qui ont promu l'idée selon laquelle il ne faut pas nourrir les trolls, « le véritable objectif était le silence », selon l'hypothèse de The Verge : la conséquence la plus sûre de cette recommandation est que la victime se tait.